# Arc méditerranéen
 (mars 2025).
Si vous disposez d'ouvrages ou d'articles de référence ou si vous connaissez des sites web de qualité traitant du thème abordé ici, merci de compléter l'article en donnant les références utiles à sa vérifiabilité et en les liant à la section « Notes et références ».
L’Arc méditerranéen concerne la partie nord de la Méditerranée occidentale, il est le plus souvent délimité du Sud de l'Andalousie à la Sicile en passant par la Côte d'Azur française (certains auteurs le font s'élargir jusqu'à Gibraltar selon les thématiques abordées), et se retrouve traversé par de nombreuses métropoles régionales millénaires comme Valence, Barcelone, Montpellier, Marseille, Toulon, Nice, Gênes, Naples et Palerme, et présente un espace marqué par des spécificités géographiques, humaines et socio-économiques, ainsi qu'une position d'interface entre l’Europe et l’Afrique. Il ne faut pas le confondre avec l'association Arc Latin (Arco Latino), dont les contours ne sont pas identiques. L'Arc méditerranéen est avant tout un espace trans-régional déterminé par ses dynamiques et échanges plus que par des institutions. Il est amené à être au centre du développement d'un réseau euro-méditerranéen en relevant de nombreux défis aux enjeux variés (énergies, transports, etc.).

## Problématiquesspécifiques, enjeux et grands objectifs
Cet arc concentre nombre de problèmes, mais il est concerné par le projet européen interreg, qui vise à "accroître la compétitivité territoriale du sud de l’Europe pour en faire une zone d’intégration économique d’importance mondiale et accompagner le processus de Barcelone pour contribuer à une plus grande intégration entre les régions sud européennes, sur le plan social, économique, de l'aménagement du territoire" ...
L'arc méditerranéen reste à construire à l’horizon 2020 ; Méditerranéen, il devra relever dix enjeux : 
1. Diminuer les inégalités sociales, économiques et spatiales
2. Gérer les mobilités internes et les migrations internationales
3. Rejoindre la moyenne européenne en matière d’emploi
4. Fédérer et interconnecter les réseaux d’entreprises et d’innovation, renforcer leurs dimensions internationales
5. Accroître l’effort public et privé de Recherche & Développement et d’innovation
6. Renforcer le rayonnement et la complémentarité entre les métropoles de l’AML.
7. Créer un véritable réseau de transport intermodal est/ouest : achever la LGV de l’AML et développer fortement le merroutage et le ferroutage
8. Inscrire dans une logique de développement durable, la préservation de l’environnement, la gestion des ressources (notamment halieutiques), la lutte contre les pollutions (nombreuses usines polluantes (cimenteries, pétrochimie, etc.))
9. Maîtrise la consommation de l’espace et l’impact sur l’environnement malgré les pressions touristiques et résidentielles, protection des zones humides comme les deltas de l'Ebre, du Pô ou les Camargue ..., protection des forêts avec une alliance entre les trois pays dans la prévention et la lutte contre les incendies.
10. Développer un réseau d’échanges et de bonnes pratiques en matière de développement durable entre acteurs et territoires de l’AML tout en conservant l'usage traditionnel de l'espace agricole en privilégiant la qualité à la surproduction : agriculture avec la trilogie méditerranéenne (vigne, céréales, olive et fruits), la sylviculture y reste anecdotique (chêne-liège).

## Transports et communication
S'imprégnant d'un passé historique lourd, l'urbanisation de ces villes se caractérise par le développement d'un maillage intra-urbain resserré. Dès lors, des aménagements modernes de transport en commun s'en retrouvent complexifiés, se traduisant préférentiellement par des nœuds de communication ne répondant que partiellement au problème de saturation du trafic urbain. Afin d'étayer ce constat, il est possible de citer la ville de Naples, avec un réseau de métropolitains qui s'incurve essentiellement sur le littoral et qui n'irrigue que peu ou prou le centre-ville. Dans le but d'établir une connectivité pérenne, les politiques d'urbanisme tendent à étoffer le réseau de transport multimodal. Pour cela, l'ouverture à la concurrence s'opérant par la libéralisation est un moyen de s'inscrire dans cette dynamique. En effet, de façon intrinsèque, le réseau ferroviaire est bien développé au sein de l'arc méditerranéen mais pourrait s'avérer potentiellement plus actif et régulier. Nonobstant ces faiblesses, ce dernier permet d'établir une connexion entre les métropoles de cet arc, se traduisant par exemple par la ligne à grande vitesse entre Barcelone et Marseille. Ces connexions sont renforcées par un réseau aérien et portuaire à portée internationale, dont les enjeux s'articulent essentiellement vers un tourisme de masse mais également vers le transport de marchandises, bien que ce dernier aspect ne constitue pas la force des ports et aéroports méditerranéens.
Finalement l'arc méditerranéen se dévoile comme étant une structuration transnationale cohérente mais qui est encore en phase de consolidation dans lequel les relations sont présentes mais demande une meilleure optimisation dans ses réalisations.

## Politique
Ces trois pays, pourtant si proches culturellement ont toujours eu des rapports difficiles. Ils n'ont cessé, au cours de l'histoire  de se défier, "guerroyer" dans l'intervalle de trêves passagères  (Paix des Pyrénées, Paix de Vervins, Paix de Campoformio, ...). Et ce jusqu'à la Seconde Guerre mondiale où l'intégration européenne (CEE,CECA, OTAN, ...) viendra, peu à peu, mettre fin à ces "débordements".
Aujourd'hui il s'agit eu égard de ce territoire-réseau, comme le nomme L.Grasland chercheur de l'UMR-Espace, en pleine expansion, de s'affirmer dans le contexte européen via des regroupements régionaux (on peut citer les eurorégions comme Pyrénées-Méditerranée ou encore des programmes de financements tels que l'EuroMed Transport) mais aussi de renforcer les connexion avec l'Afrique du Nord et le Maghreb notamment à travers des politiques subrégionales s'appuyant sur des rapports d'équilibres entre les nations (création de l'Union pour la Méditerranée en 2007).